# Longiperna curitibana
Longiperna curitibana is een hooiwagen uit de familie Gonyleptidae.